# 血红银耳
血红银耳（学名：Tremella sanguinea），又称为血耳，是属于银耳目银耳科银耳属的一种真菌，单生、散生于阔叶林中的栎树等阔叶树朽木上。该种分布于中国。